# Polistes sgarambus
Polistes sgarambus är en getingart som beskrevs av Giordani Soika 1975. Polistes sgarambus ingår i släktet pappersgetingar, och familjen getingar. Inga underarter finns listade i Catalogue of Life.